# Joseph Priestley
Joseph Priestley (nascut a Birstall, West Yorkshire, Anglaterra, el 13 de març de 1733 i traspassat el 6 de febrer de 1804 a Northumberland, Pennsilvània, EUA), fou un teòleg, religiós, filòsof, educador i destacat químic anglès. Durant la seva vida, la reputació científica de Priestley va recaure sobre la invenció de l'aigua carbònica, els escrits sobre electricitat i el descobriment de diversos "gasos" destacant el de l'oxigen juntament amb Carl Wilhelm Scheele i Antoine Lavoisier. Tanmateix, la determinació de Priestley per rebutjar la revolució de la química de Lavoisier i defensar la teoria del flogist el van aïllar de la societat científica de la segona meitat del segle xviii.

## Biografia

### (1733-1755) Primers anys i formació
Priestley va néixer en una família dissident (no estaven d'acord amb l'Església d'Anglaterra). Era el més gran de sis fills nascuts del matrimoni entre Mary Swift i Jonas Priestley, un ministre unitarista. Per alleugerar un poc la càrrega de la seva mare, quan només tenia un any el dugueren a viure amb el seu avi. Després de la mort de la seva mare, als cinc anys, tornà amb el seu pare. Però quan el seu pare es va tornar a casar el 1741 se'n va anar a viure amb els seus oncles, els rics Sarah i John Keighley.
De petit, va destacar a l'escola on va aprendre grec, llatí i hebreu. Devers el 1749, es va posar molt malalt i es creia que moriria. Tan greu va ser que va deixar de banda qualsevol esperança de poder entrar al ministeri de l'Església. Es va anar recuperant molt a poc a poc i es dedicà a l'estudi: va seguir estudiant llengües i va ser alumne del reverend George Haggerstone, qui l'introduí a les matemàtiques, a la història natural, a la lògica i a la metafísica gràcies als treballs d'Isaac Wats i John Locke.
Una vegada recuperat, Priestley decidí tornar a estudiar teologia, i el 1752 es va matricular a Daventry, una acadèmia. Gràcies al fet que havia dedicat moltes hores a la lectura, se li van permetre passar els dos primers cursos. Va continuar estudiant de valent i juntament amb l'atmosfera liberal que es respirava a l'escola, va canviar radicalment la seva teologia i es convertí en un dissident racional, els quals emfatitzaven l'anàlisi del món natural i sobretot de la Bíblia.

### (1755-1761) Estada a Needham Market i Nantwich
Priestley va ser cridat pels inconformistes per exercir l'ensenyament i va anar a Needham Market, Suffolk. Allà, però, no hi trobà el que s'esperava, ja que era un petit poblet molt tradicionalista, i el fet que fos heterodox no va caure bé a la gent, que eren calvinistes i li van girar l'esquena.
Els amics inconformistes de Priestley l'ajudaren a trobar una altra feina i el 1758 va mudar-se a Nantwich, Cheshire, on va ser molt més feliç. A la congregació no li importava el fet que Priestley fos heterodox i va establir una escola. Únicament ensenyava filosofia natural als seus alumnes, fins i tot els comprà material científic.
No gaire satisfet amb la qualitat dels llibres de gramàtica anglesa, Priestley va publicar el seu primer llibre: The Rudiments of English Grammar (1761). Les seves innovacions en la descripció de la gramàtica anglesa, particularment els seus esforços per a allunyar-la el màxim possible del llatí, va dur als professors a descriure'l com a "un dels millors gramàtics de l'època". Degut al gran èxit que va tenir se li va oferir un lloc de treball a l'Acadèmia de Warrington.

### (1761-1767) Estada a l'Acadèmia de Warrington

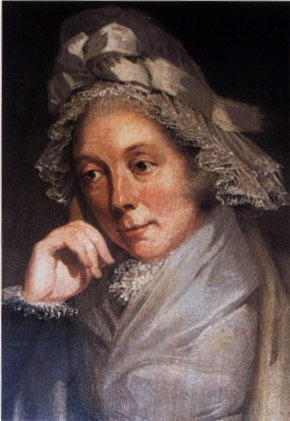
Esposa de Priestley

El 1761, Priestley va traslladar-se a Warrington i va assumir el lloc de tutor de llenguatge modern i retòrica, encara que s'hagués estimat més ensenyar matemàtiques o filosofia natural. Va encaixar-hi molt bé i de seguida va fer noves amistats. El 23 de juny de 1762 es va casar amb Mary Wilkinson de Wrexham I el 17 d'abril de 1763 van tenir una filla, qui anomenaren Sara en honor de la tieta de Priestley.

### (1767-1773) Període a Leeds
No se sap ben bé perquè Priestley i la seva família es mudaren a Leeds l'any 1767 i allà es convertí en el ministre de la Capella de Mill Hill. Allà nasqueren dos fills més: Joseph junior, el 24 de juliol de 1768, i William tres anys més tard.
Theophilus Lindsey, un rector de Catterick, Yorkshire, va fer-se molt amic de Priestley. També cal assenyalar que cada any, Priestley viatjava a Londres diverses vegades a visitar un amic, l'editor Joseph Johnson i per a assistir a les diferents reunions que tenien lloc a la Royal Society.
En aquella època, Priestley es va convertir en ministre de la Capella de Mill Hill i va ser llavors quan va publicar en tres toms Institutes of Natural and Revealed Religion (1772-1774) on desenvolupava les seves teories de la instrucció religiosa i el qual dona a entendre les seves posteriors interpretacions de la teologia. Després d'aquests tres volums, encara en va treure un altre: An History of the Corruptions of Christianity on intentava treure a la llum les corrupcions que es duien a terme a l'Església i defensava que volia tornar a la puresa cristiana dels principis de la seva existència. Però tant als eclesiàstics com als científics no els va agradar, ja que usava la ciència com a defensa de la religió.
També va publicar alguns articles sobre la política anglesa com Commentaries on the Laws of England, però no tengueren massa rellevància.
Els amics de Priestley volien que tingués un millor estat econòmic, i per això, gràcies a Benjamin Franklin i Richard Price, Lord Shelburne va oferir-li que ensenyàs els seus fills, i Priestley acceptà. Així que dia 16 de maig de 1773 va dir la seva darrera missa a la Capella de Mill Hill.
Durant aquest període Priestley també va inventar la goma d'esborrar. L'any 1770 va observar que la salvia endurida de l'arbre africà de la llet esborrava les marques del llapis de grafit. Així va desenvolupar el cautxú i es va anar substituint per la molla de pa per esborrar el llapis. De tota manera, aquesta goma tenia l'inconvenient que es podria en pocs dies.

### (1773-1780) Estada a Calne
El 1773, els Priestley es mudaren a Calne i un any més tard, ell i Lord Shelburne emprengueren un viatge per Europa. Quan tornaren, Priestley, quasi no assumia la responsabilitat d'ensenyar els fills de Lord Shelburne, sinó que dedicava molt de temps a les seves investigacions científiques i als interessos teològics que havia adquirit durant aquest viatge. Va ser en aquella època quan Priestley va escriure les seves obres filosòfiques i metafísiques més importants, entre els anys 1774 i 1780, entre les quals destaquen: An Examination of Dr. Ried's Inquiry into the Human Mind, The Doctrine of Philosophical Necessity Illustrated i Letters to a Philosophical Unbeliever.

### (1780-1791) Vida a Birmingham
Devers el 1779, Priestley i Lord Shelburne romperen els llaços que els unien, no se sap ben bé per què, però el fet és que els Priestley van mudar-se a Birmingham on passaren una bona època enrevoltats de vells amics. Priestley va exercir de ministre a New Meeting amb la condició de només ensenyar en diumenges, ja que la resta de la setmana es volia dedicar a la investigació. I així va ser, a més que en aquella època rebia subvencions de tota classe que l'ajudaven molt en les seves investigacions.
Priestley estava a favor de la Revolució Francesa i de la Revolució americana per això, una nit mentre estava sopant amb uns quants amics seus varen ser atacats pels Rioters que volien impedir que la revolució arribàs a Anglaterra, i Priestley i la seva dona es varen veure obligats a fugir de la ciutat, ja que els van cremar totes les seves pertinences.

### (1791-1794) De passada per Hackney
Com que no podien tornar a Birmingham, els Priestley es varen establir a Clapton, prop de Hackney. Amics els ajudaren a refer les seves vides, donant-los doblers, llibres i equipament de laboratori, però ja no va ser el que era, i animats en part per amistats es decidiren a emigrar als Estats Units, ja que els Priestley estaven sent intimidats per totes bandes, fins i tot l'arribaren a comparar amb Guy Fawkes.

### (1794-1804) Anada als EUA i estada a Pennsylvania

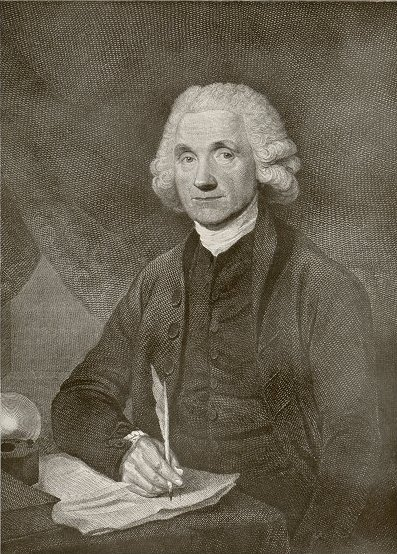
Priestley a la seva vellesa

Els Priestley arribaren a Nova York el 1794 i varen ser rebuts per personatges polítics rellevants de l'època. Anaren a viure a Northumberland, Pennsilvània on Priestley va ensenyar-hi química a la Universitat, i que gràcies a això es pogueren construir una casa als afores de la ciutat.
Priestley va tenir alguns problemes amb la política d'emigració i també a causa de la mort del seu fill Henry el 1795 per causa de la malària, van fer-li passar un temps dolent. A més el 1796 la seva dona també va morir de malaltia, però mai s'havia refet de la mort del seu fill.
Priestley va intentar continuar les seves investigacions científiques a Amèrica amb el suport de la American Philosophical Association, però les seves investigacions ja no varen ser el que havien estat i ja no estava al capdavant dels descobriments. Tot i així, la seva presència a Amèrica va provocar un gran interès per la química en aquell país. També hi va fundar la Primera església unitària de Filadèlfia.
Cap al 1801, Priestley estava tan malalt que ja no va poder escriure ni experimentar més. Va morir el matí de dia 6 de febrer del 1804. Era membre de quasi totes les societats científiques més importants del món, ja que havia descobert moltes substàncies innovadores. Publicà més de 150 obres de temes tan diversos com la política i l'electricitat, la religió o el llenguatge. A més Priestley ha estat recordat a tots els pobles on va viure i on va ensenyar els al·lots. Fins i tot han construït una escola en honor seu: el Priestley College, a Warrington. A Birstall, Leeds i Birmingham és recordat amb diferents estàtues i plaques commemoratives.

## Obra

### Història de l'electricitat
A Warrington va ser quan va començar a interessar-se per la química i quan també començà a dur a terme experiments, juntament amb els seus nous amics. Això va dur-lo a publicar The History and Present State of Electricity, un llibre de prop de 700 pàgines on exposava els resultats dels diferents experiments. Una de les coses més revolucionàries que va publicar-hi va ser l'afirmació que només els metalls i l'aigua són capaços de conduir l'electricitat. A més a més el seu llibre deixava incògnites obertes i expectatives sobre les quals, anys més tard científics com Alessandro Volta o William Herschel van acabar descobrint la bateria o el raig infraroig respectivament.

### L'òptica, la llum i els colors
Tot i que Priestley assegurava que la filosofia natural només es tractava d'una manera de passar el temps per a ell, està demostrat que s'ho prenia molt seriosament. La química de Priestley era bàsicament pràctica, ja que rarament es feia preguntes teòriques; seguia el model de Benjamin Franklin. I va ser aleshores quan va publicar un altre llibre: The History and Present State of Discoveries Relating to Vision, Light and Colours més coneguda popularment com a Optics (1772). Tot i que va ser l'únic llibre anglès en 150 anys que tractava sobre aquest tema, no va tenir gaire sortida i només se'n va fer una edició. Tot això dugué a Priestley a abandonar la seva història experimental de la filosofia, si bé l'any 1773, la Royal Society va reconèixer els descobriments de filosofia natural que havia fet Priestley i li atorgaren la Medalla Copley.
També realitzà troballes experimentals que més tard durien al descobriment de la fotosíntesi. En una altra obra Observations on Respiration and the Use of the Blood, Priestley va ser el primer científic a suggerir una connexió entre la sang i l'aire.

### Els gasos. L'oxigen

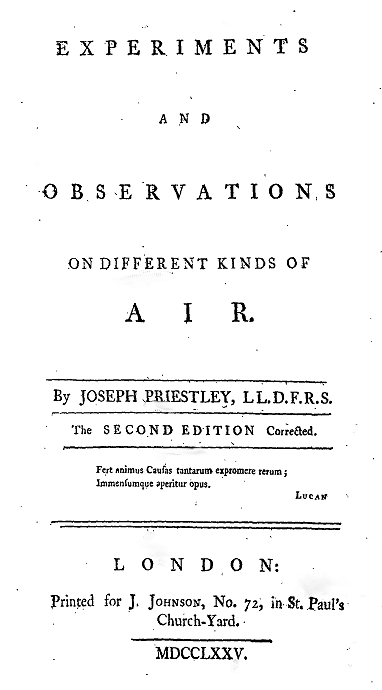
El llibre sobre gasos que Priestley publicà

Els anys que Priestley va viure a Calne varen ser els únics que foren rellevants per a les seves investigacions científiques. Els seus estudis estaven gairebé sempre lligats als gasos i publicà importants escrits científics: els sis toms d'Experiments and Observations on Different Kinds of Air (1774-1786). Aquests experiments estaven basats sobre la teoria dels quatre elements, la qual Priestley pretenia relacionar amb la teoria del flogist. En el primer tom del llibre va fer públics alguns descobriments: monòxid de nitrogen NO, clorur d'hidrogen HCl, o amoníac NH₃, òxid de dinitrogen N₂O, o el més famós de tots, l'oxigen O₂ Classificà els gasos en tres tipus els fixos, els alcalins i els àcids.
L'agost del 1774 va aïllar un gas que semblava ser totalment nou, però no va tenir l'oportunitat d'estudiar-lo perquè va haver d'anar de viatge amb Lord Shelburne. Durant la seva estança a París, Priestley va contactar amb Antoine Lavoisier i li va comentar les seves experiències amb els gasos. Després de tornar a Anglaterra al gener de 1775, va continuar amb els experiments i va descobrir el diòxid de sofre SO₂. Al març del proper any va escriure a diversos contactes exposant-los el seu nou descobriment de l'agost de 1774. Una de les cartes que va escriure va ser llegida en veu alta a la Royal Society i va tenir molt de ressò. Priestley va experimentar la nova substància amb ratolins de laboratori, els quals el van sorprendre, ja que sobrevisqueren un temps considerable només elenant aquell nou gas i que després també provà amb si mateix. Acabava de descobrir l'oxigen, l'O₂.
Al segon tom d'Experiments and Observations on Different Kinds of Air, publicat el 1776, no va emfatitzar el nou descobriment, sinó que el que va fer va ser relacionar els seus descobriments amb la religió. Al tercer tom sí que parlava de l'oxigen, però no està molt ben definida la data en la qual el va descobrir. Carl Wilhelm Scheele ja l'havia descobert abans però no ho havia comunicat i Lavoisier fou el que l'identificà com un nou element químic i li donà el nom d'oxigen.
El 1777, Lavoisier va redactar una memòria que clarament atacava la teoria dels quatre elements. Va ser contra aquests atacs que Priestley va respondre el 1783 dient que acceptava alguns punts de la teoria de Lavoisier, però no estava preparat ni disposat a acceptar alguns altres com: l'extinció de la teoria dels quatre elements, una química conceptualitzada en elements i composts i una nova forma de nomenclatura química.
El 1789 Lavoisier va publicar el Traité élémentaire de chimie, el qual és la base de la química actual i que Priestley i altres membres de la Lunar Society, on prèviament Priestley s'havia afegit, refusaven rotundament i s'hi oposaven dient que aquest nou sistema d'investigació que proposava Lavoisier era massa car.

## Obres
- The History and Present State of Electricity  (1767)
- Experiments and Observations on Different Kinds of Air (1774–1777)
- Institutes of Natural and Revealed Religion (1772–1774)
- Disquisitions relating to Matter and Spirit (1777)
- An History of the Corruptions of Christianity (1782)
- Theological Repository (1770–1773, 1784–1788)
- The Rudiments of English Grammar (1761)
- The Doctrine of Philosophical Necessity Illustrated  (1777)
- Letters to a Philosophical Unbeliever (1780)
- A New Chart of History (1769)
- Lectures on History and General Policy (1788)
- A Chart of Biography (1765)
- Essay on a Course of Liberal Education for Civil and Active Life (1765)
- Essay on the First Principles of Government (1768)